# Akira Komoto
Akira Komoto (* 14. srpna 1935 Tokio) je japonský umělec a fotograf, jehož fotografie často zobrazují jeho umělecká díla pod širým nebem.

## Životopis
Narodil se jako Masaaki Komoto (小本 昌彰, Komoto Masaaki) v Órimori-ku, Tokio (nyní Óta-ku, Tokio) dne 14. srpna 1935. Komoto byl vychován v Seki v prefektuře Gifu. Studoval na univerzitě Gifu, kterou ukončil v roce 1958; a do roku 1962 absolvoval postgraduální studium na Tokijské univerzitě (nyní (2020) Cukuba University).
Komoto od 60. let vytvářel obrazy, tisky a fotografie. Od osmdesátých let si jeho díla získala ohlas u kritiků mimo Japonsko a umělci přicházely pozvánky ze Španělska a dalších míst v Evropě.
Od roku 1971 do roku 1974 učil Komoto na Gifu College of Education (nyní Gifu Shotoku Gakuen University ); od roku 1994 vyučuje na Jošibi University of Art and Design.
Akira Komoto konstatoval, že zabarvení jakéhokoliv předmětu se nevztahuje k jiném předmětu. Například zelený strom proti modré obloze, nebo šedý kámen na zelené louce.

## Výstavy
Vše podle zdroje:

### Samostatné
- Gallery Stratford, Art Gallery of Greater Victoria, a další v Severní Americe, 1994–2000
- „Fūkei to no kōkan: Komoto Akira ten“, Gifu Collection of Modern Arts 1998
- „Komoto Akira ten“, Minokamo City Museum 2004
- „60 nendai to genzai: Komoto Akira ten“, Eizō &amp; Tōichi Katō Memorial Art Museum, 2005
- „Šizen to no kókan“, Komoto Akira ten, Hekinan-shi Tetsugaku-taiken-mura Mugaen, 2008
- „Šizen e / šizen kara“, Gifu Collection of Modern Arts, 2008

### Skupinové
- „Gendai bižucu no dókóten“, Národní muzeum moderního umění Kjóto 1965
- „Gendai bižucu ni okeru šašinten“, Národní muzeum moderního umění v Tokiu a Národní muzeum moderního umění Kjóto 1983
- Trienále umění Ečigo-Cumari 2003 2000/2003

## Sbírky
Vše podle zdroje:
- Francouzská národní knihovna (Paříž)
- Muzeum umění prefektury Hjógo
- Kunsthalle Düsseldorf
- Tokijské muzeum současného umění
- Muzeum výtvarných umění, Gifu
- Muzeum moderního umění, Kamakura a Hajama
- Národní muzeum moderního umění, Kjóto
- Tokijská národní galerie moderního umění, Tokio
- Tokijské metropolitní muzeum fotografie
- Victoria and Albert Museum (Londýn)